# موجود حریص
| بررسی انتقادی | بررسی انتقادی |
| منبع          | رتبه‌بندی      |
| ------------- | ------------- |
| آل‌میوزیک      | [ ۱ ]         |
| کیرانگ!       | [ ۲ ]         |

موجود حریص (به انگلیسی: Covetous Creature) آلبوم ریمیکس چندآهنگه از جک آف جیل می‌باشد که در سال ۱۹۹۸ از سوی ۴۰۴ موزیک گروپ منتشر گردید.

## کارکنان
- جسیکا
- رابین مولدر
- کلودیا روسی
- ایوان د پروم (طبل‌زن سابق وایت زامبی)
- اسکات پوتسکی (گیتارزن سابق مریلین منسون و بچه‌های ترسناک)